# Ginevra Taddeucci
Ginevra Taddeucci (Firenze, 3 maggio 1997) è una nuotatrice italiana, specializzata nel nuoto di fondo.

## Biografia
Ai mondiali ha vinto una medaglia di bronzo a Budapest 2022 e una medaglia d'oro a Fukuoka 2023 nella 4x1500 mista. Ai campionati europei di nuoto 2022 ha vinto la medaglia d'oro nella gara a squadre mista (4x1250 m) e la medaglia d'argento nella 10 km. Agli europei di Belgrado di due anni dopo arriva sul secondo gradino del podio nella 5 km a squadre, assieme a Giulia Gabbrielleschi, Andrea Filadelli e Marcello Guidi.
Alle Olimpiadi di Parigi 2024 conquista la medaglia di bronzo nella 10 km nuotata nella Senna. L'anno successivo, invece, sale per la prima volta sul gradino più alto del podio a livello continentale in una gara individuale, vincendo la 5 km agli europei di Cittavecchia, e si aggiudica quattro argenti (nella 5 km, nella 10 km, nella knockout sprint e in staffetta) ai mondiali di Singapore.

## Palmarès
- Giochi olimpici

Parigi 2024: bronzo nella 10 km.
- Mondiali

Budapest 2022: bronzo nella 6 km a squadre.
Fukuoka 2023: oro nella 6 km a squadre.
Singapore 2025: argento nella 5 km, nella 10 km, nella knockout sprint e nella 6 km a squadre.
- Europei

Roma 2022: oro nella 5 km a squadre, argento nella 10 km.
Belgrado 2024: argento nella 5 km e nella 5 km a squadre.
Cittavecchia 2025: oro nella 5 km, argento nella 10 km e nella 6 km a squadre.
- Vincitrice della Coppa LEN nel 2022.